# Zombi 2
Zombi 2 (cunoscut și ca Zombie, Zombie Flesh Eaters sau Woodoo) este un film de groază italian din 1979 regizat de Lucio Fulci după un scenariu de Elisa Briganti și Dardano Sacchetti. În rolurile principale joacă actorii Tisa Farrow, Ian McCulloch, Richard Johnson și Al Cliver. Deși titlul sugerează că ar fi o continuare a filmului Zombi (titlul în italiană al filmului lui George A. Romero  Dimineața morților) filmele sunt independente. Când filmul a fost lansat în 1979, a fost condamnat pentru conținutul său extrem de sângeros, în special de către Guvernul Conservator din Marea Britanie.

## Prezentare
Un zombie este găsit la bordul unei bărci în largul coastei New York-ului. Barca aparține unui om de știință celebru. Peter West (Ian McCulloch), un jurnalist, călătorește spre Antile însoțit de Anne Bowles (Tisa Farrow), fiica omului de știință. Pe drum, se întâlnesc cu Brian Hull (Al Cliver), un etnolog, și cu Susan Barrett (Auretta Gay). Atunci când cei patru ajung pe Insula Matul din Caraibe, îl găsesc pe Dr. Menard (Richard Johnson) și descoperă o boală îngrozitoare, care a transformat locuitorii insulei în zombi îngrozitori ce mănâncă carnea umană și par a fi indestructibili...

## Distribuție
- Tisa Farrow - Anne Bowles
- Ian McCulloch - Peter West
- Richard Johnson - Dr. David Menard
- Al Cliver - Brian Hull
- Auretta Gay - Susan Barrett
- Stefania D'Amario - Menard's Nurse
- Olga Karlatos - Paola Menard
- Dakar - Lucas
- Franco Fantasia - Matthias
- Leo Gavero - Fritz
- Edward Mannix - polițist în barcă
- Ugo Bologna -  Mr.Bowles/tatăl Annei
- Lucio Fulci - News editor